# Hillesheim (Verbandsgemeinde)
Pour les articles homonymes, voir Hillesheim (homonymie).
Hillesheim est une Verbandsgemeinde (collectivité territoriale) de l'arrondissement de Vulkaneifel dans la Rhénanie-Palatinat en Allemagne. Le siège de cette Verbandsgemeinde est dans la ville de Hillesheim.
La Verbandsgemeinde de Hillesheim consiste en cette liste d'Ortsgemeinden (municipalités locales) :

Localisation du Verbandsgemeinde de Hillesheim dans l'arrondissement de Vulkaneifel

1. Basberg
2. Berndorf
3. Dohm-Lammersdorf
4. Hillesheim
5. Kerpen (Eifel)
6. Nohn
7. Oberbettingen
8. Oberehe-Stroheich
9. Üxheim
10. Walsdorf
11. Wiesbaum